# Stanislavice
Stanislavice (polsky Stanisłowice, německy Stänzelsdorf, Stanislowitz) jsou místní část města Český Těšín v okrese Karviná. Nacházejí se zhruba 6 km západně od Českého Těšína. V roce 2012 zde bylo evidováno 180 adres. V roce 2015 zde trvale žilo 594 obyvatel.
Stanislavice je též název katastrálního území o rozloze 3,97 km2.

## Poloha
Stanislavice leží v Podbeskydské pahorkatině asi 6 km západně od Českého Těšína, při silnici I/11. Terén obce je značně členitý s typickou slezskou zástavbou. Stanislavicemi protéká potok Chotěbuzka, který pramení v katastrálním území Koňákov v nadmořské výšce 380 m. Po skončení intenzivní zemědělské činnosti se do něho po padesáti létech vrátil rak říční. Na území Stanislavic přijímá Chotěbuzka několik drobnějších levých přítoků s názvy Sedlácký potok, Kamenka a Bučina.

## Historie
První zmínky o vesnici Stanislavice (německy Stänzelsdorf) jsou z roku 1440. Politicky se obec nacházela v hranicích Těšínského knížectví, které bylo lénem českého království. Od roku 1526 v důsledku nástupu na český trůn Habsburků až do roku 1918 patřila obec habsburské monarchii (obecně známé jako Rakousko). V roce 1597 jej koupila rodina Bludowských  Podle rakouského sčítání lidu z roku 1910 měly Stanisłavice 420 obyvatel, z toho 416 (99,1%) Poláků, 3 (0,7%) Němců a 1 (0,2%)Čechů, 278 (66,2%) ) byli katolíci, 138 (32,9%) byli evangelíci a 4 (1%) byli Židé . Do dneška je zachován tzv. Dolní dvůr, který přečkal hospodaření jak místního JZD, tak i Státních statků Karviná. V současnosti je využíván k podnikání a díky tomu je alespoň minimálně udržován. Zaniklému Hornímu dvoru dominoval pozdně barokní zámek z roku 1775. Ten byl „povýšen“ místním JZD na drůbežárnu a pro totální devastaci byl v roce 1967 zbořen. Zachována zůstala pouze kaplička sv. Jana Nepomuckého z 18. století.
Největšího rozkvětu Stanislavice dosáhly koncem šedesátých let 20. století. Tehdejší jisté politické uvolnění umožnilo podnikání obcím. Při MNV Stanislavice vznikly místní služby (výroba tvárnic, autodoprava a autobazar) a z jejich výnosů byla financovaná mj. výstavba zpevněných obecních silnic a stavba kulturního domu.
Po integraci k Českému Těšínu, uskutečněné k 1. lednu 1975, však byla obec čím dál tím více zanedbávána.[zdroj?] Nejviditelnějším výsledkem je úplná devastace kulturního domu. Paradoxně nejlépe udržovanou památkou je tak tank – dar vojenského útvaru z Martina, jenž byl v centru obce umístěn roku 1968 (později k němu byl dobudován podstavec).

## Fotogalerie

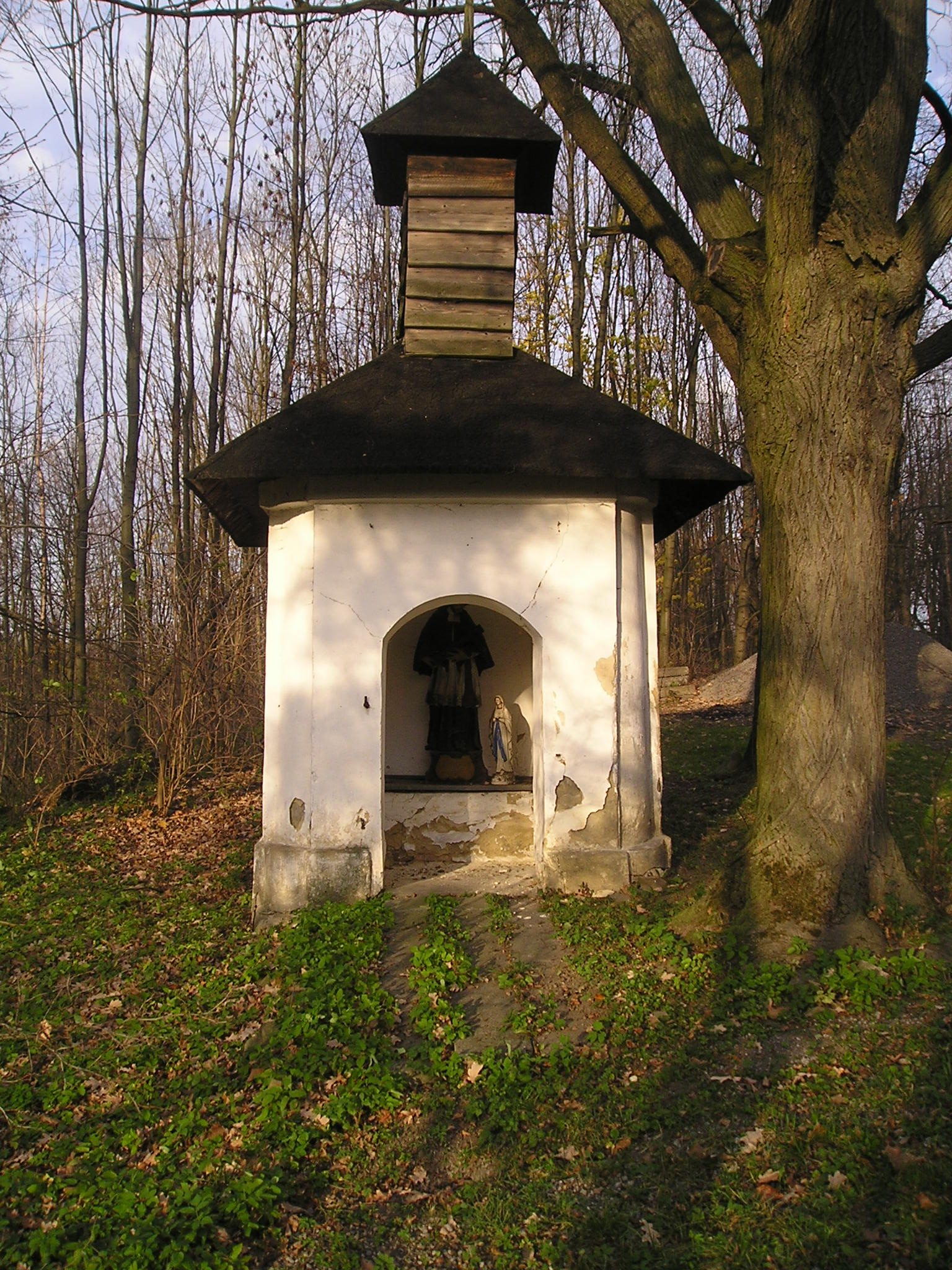
Kaplička sv. Jana Nepomuckého
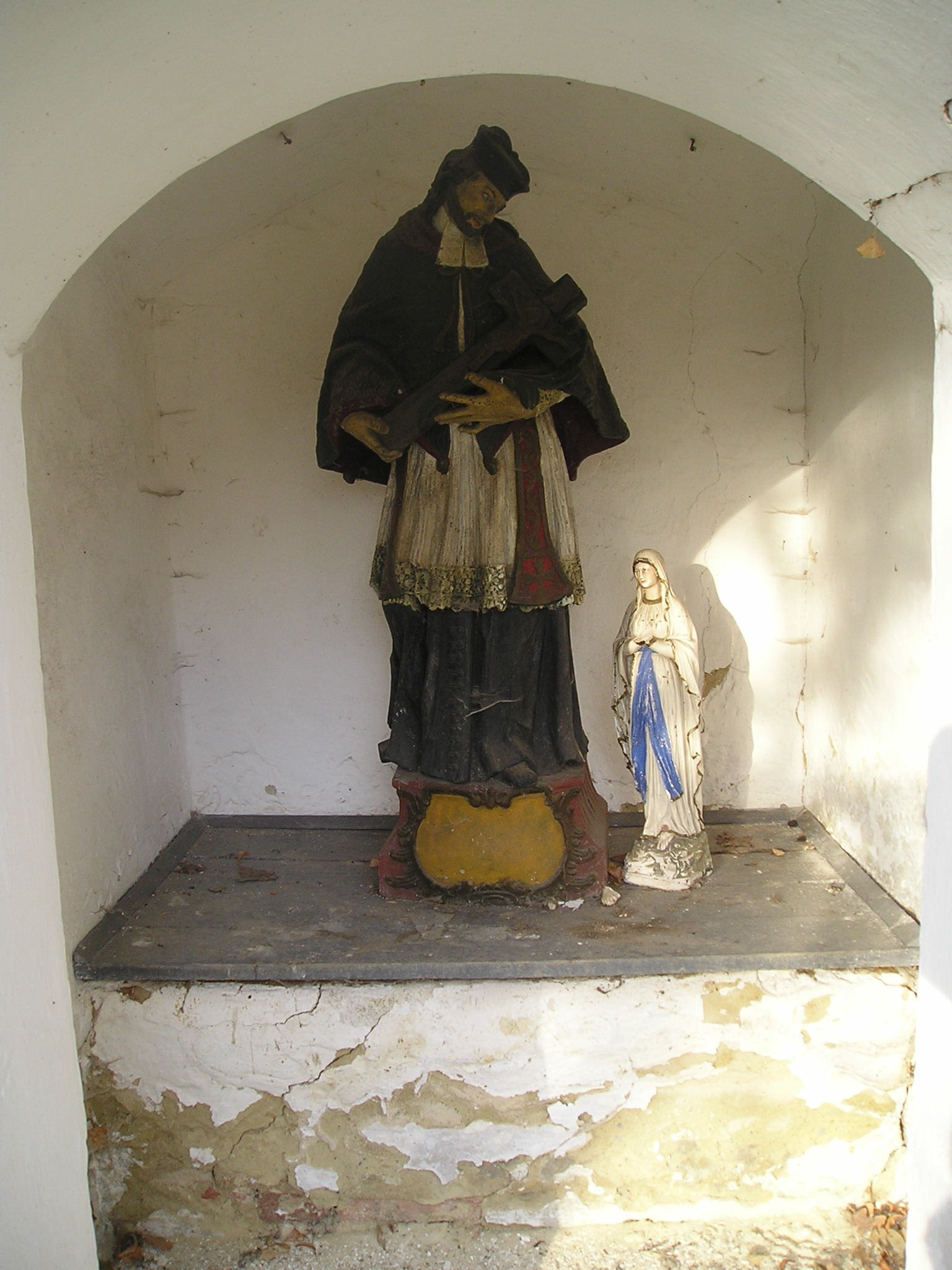
Interiér